# Битигхајм-Бисинген
Битигхајм-Бисинген (њем. Bietigheim-Bissingen) град је у њемачкој савезној држави Баден-Виртемберг. Једно је од 39 општинских средишта округа Лудвигсбург. Према процјени из 2010. у граду је живјело 42.762 становника. Посједује регионалну шифру (AGS) 8118079.

## Географски и демографски подаци
Битигхајм-Бисинген се налази у савезној држави Баден-Виртемберг у округу Лудвигсбург. Град се налази на надморској висини од 200 метара. Површина општине износи 31,3 km².

## Становништво
У самом граду је, према процјени из 2010. године, живјело 42.762 становника. Просјечна густина становништва износи 1.367 становника/km².

## Међународна сарадња
| Мјесто      | Држава               | Врста сарадње | Од    |
| ----------- | -------------------- | ------------- | ----- |
| Понтелонго  | Италија              | пријатељство  | 1974. |
| Секесард    | Мађарска             | партнерство   | 1989. |
| Сари Хит    | Уједињено Краљевство | партнерство   | 1971. |
| Сиси ан Бри | Француска            | партнерство   | 1967. |
|             | Чешка                | пријатељство  | 1965. |
| Кузацу      | Јапан                | партнерство   | 1962. |
| Извор       |                      |               |       |